# تيتي إيسومبا
تيتي إيسومبا (بالفرنسية: Titi Essomba)‏ هو لاعب كرة قدم كاميروني في مركز الهجوم، ولد في 23 يونيو 1986 في ياوندي في الكاميرون. لعب مع نادي آكتوبه ونادي إيرتيش بافلودار ونادي روفانييمن بالوسورا ونادي طراز.

## وصلات خارجية
- تيتي إيسومبا على موقع قاعدة بيانات كرة القدم.إي يو (الإنجليزية)
- تيتي إيسومبا على موقع Soccerway.com (الإنجليزية)
- تيتي إيسومبا على موقع عالم كرة القدم.نت (الإنجليزية)